# 地利亞修女紀念學校（月華）
地利亞修女紀念學校（月華）（英語：Delia Memorial School (Yuet Wah)），簡稱地利亞月華、DMSYW，於1975年成立，是香港觀塘區一所直接資助中學，位於觀塘月華街19號，附屬於新世界發展旗下的地利亞教育機構。此校2017-18最後一屆學生畢業後，校舍轉為國際學校。

## 校政管理
歷任校監
- 1975年至2018年：鄭家純 先生[2]

歷任校長
- 李昭中 先生[3]

歷任副校長
- 羅家志 先生[3]

## 歷史發展
1965年，美籍艾文士伉儷（Mr. / Mrs. Edmonds）於尖沙咀亞士厘道創辦地利亞修女紀念學校，以紀念加拿大聖母無玷教會地利亞修女在中國傳教的奉獻。1977年艾文士伉儷返回美國，商人鄭家純接任校監。繼於尖沙咀創校之後，校方擴大校務，1970年於山林道設分校，1971年至1972年於美孚新邨設女校及男校，1975年秋季決定自行設計和興建月華街校，內設課室、禮堂、圖書館、體育館、游泳池、實驗室、美勞室、語言演講室以及家政室等設施。至1980年於觀塘協和街建新校，因位於協和街而得名「地利亞修女紀念學校（協和）」，成為地利亞教育機構的分校之一。後來地利亞教育機構在1980年代收購了九龍利瑪竇書院，即地利亞修女紀念學校（協和二中）現址，1984年取校名為「地利亞修女紀念學校（利瑪竇）」，現稱地利亞修女紀念學校（協和二中）。
而早於1990年，地利亞修女紀念學校參加教育統籌委員會發表的第三號報告書中提及的買位制度，由私立中學成為「政府買位」學校，並與政府簽訂5年合約，同時開始接受教育署監管，最終地利亞修女紀念學校（協和）率先於1999年獲得政府正式批准為直接資助學校。地利亞修女紀念學校（利瑪竇）跟隨步伐，於2000年9月加入直接資助計劃至今。地利亞修女紀念學校（月華）於同期成為直資學校一員。開辦至2018年，該校轉型為國際學校。

## 辦學宗旨
本著因材施教的辦學宗旨，為學生提供良好的學習環境，均衡的課程及優質的教育，讓學生靈活運用資訊科技，預備升學及就業並成為社會的良好公民。

## 校園組織
未轉為國際學校辦學時期，地利亞修女紀念學校（月華）設交通安全隊、紅十字青年團、男女童軍、銀樂隊、中樂團、田徑隊、男子體操隊、游泳隊、男子乒乓球隊、男子籃球隊、女子籃球隊以及壁球隊。

## 著名/傑出校友
- 姜皓文：香港男演員[9]
- 劉美娟：前香港無綫電視藝員及香港數碼電台唱片騎師
- 小寶：香港女演員（2003年中五）
- 鄭敬基：香港男演員、歌手
- 楊淇：香港女演員[註 1]
- 陳嘉俊：《野外動向》雜誌創辦人、旅遊事務署成員
- 鄭啟泰：香港節目主持人、新城電台唱片騎師

## 外部連結
- 地利亞修女紀念學校（月華）